# Komitat Trentschin
Das Komitat Trencsén, auch Komitat Trentschin genannt (deutsch auch Trentschiner Gespanschaft; ungarisch Trencsén vármegye, slowakisch Trenčianska stolica/župa oder Trenčiansky komitát, lateinisch comitatus Trentsiniensis/Trenchiniensis), war eine Verwaltungseinheit im Nordwesten des Königreichs Ungarn. Verwaltungssitz war Trencsén.
Das Gebiet liegt in der heutigen Westslowakei.

## Geographie

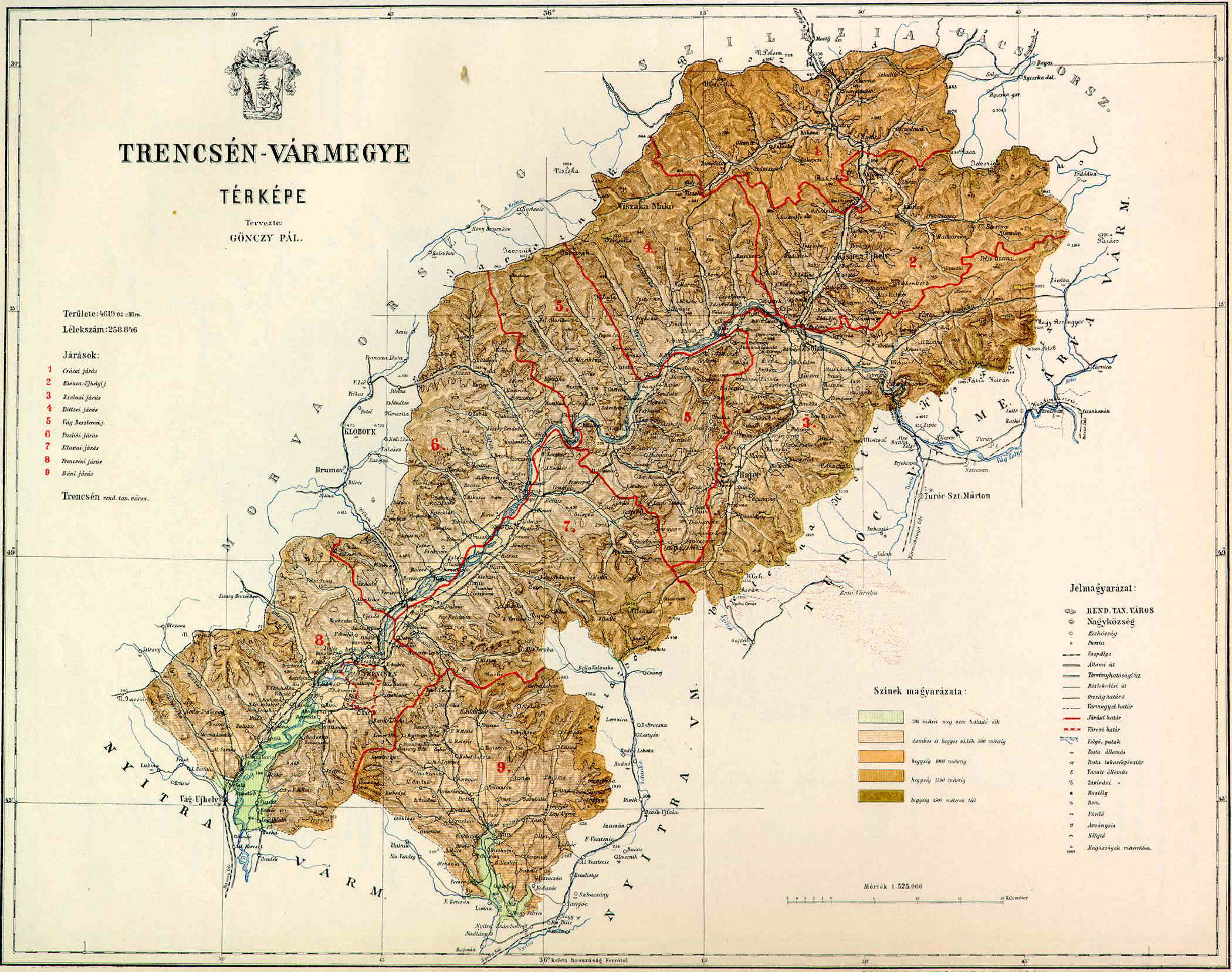
Karte des Komitats Trentschin um 1890

Das Komitat Trentschin grenzte im Norden an das österreichische Kronland Österreichisch-Schlesien (bzw. vor 1867 zeitweise auch Mähren bzw. Fürstentum Teschen), im Nordosten an das Kronland Galizien (bzw. vor 1772 an Polen), im Nordosten an das Komitat Árva, im Osten das Komitat Turóc, im Südosten und Süden das Komitat Neutra (Nyitra) und im Westen an das österreichische Kronland Mähren.
Das Komitat erstreckte sich also über ein Gebiet im äußersten Nordwesten der heutigen Slowakei zwischen der Grenze zum heutigen Tschechien, der Stadt Vágújhely, den Komitaten Turóc und Árva und der polnischen Grenze. Das Gebiet wurde von der Waag durchflossen, im Jahre 1910 hatte es 310.437 Einwohner auf einer Fläche von 4456 Quadratkilometern.

## Verwaltungssitze
Der Verwaltungssitz des Komitats war ursprünglich die Burg Trentschin, ab etwa 1650 dann die Stadt Trencsén.

## Geschichte
Eine Art Vorgänger des Komitats Trentschin bestand schon im 9. Jahrhundert während der Herrschaft Großmährens über dieses Gebiet. Im 10. und 11. Jahrhundert gehörte es wahrscheinlich zeitweise zu Böhmen und Polen (castellania Trecen).
Die Verwaltungseinheit entstand als Komitat des Königreichs Ungarn gegen Ende des 11. Jahrhunderts, nachdem ein Großteil des Gebietes durch das Königreich Ungarn erobert worden war.
Das Gebiet wurde 1918 durch tschechoslowakische Truppen besetzt und kam durch den Vertrag von Trianon 1920 zur neu entstandenen Tschechoslowakei. Anschließend bestand es bis 1922 fort, allerdings waren die Kompetenzen dieses Verwaltungsgebietes völlig verschieden zu den vorherigen.
Nach der Entstehung einer eigenständigen Slowakei 1939 wurde die Verwaltungseinheit Trenčianska župa 1940 wieder erschaffen, etwas erweitert und bestand bis 1945. Nach dem Ende des Zweiten Weltkriegs 1945 wurde die Tschechoslowakei wiedererrichtet. Nach der friedlichen Trennung von 1993 in die Staaten Slowakei und Tschechien wurde das Gebiet schließlich Teil der eigenständigen Slowakei.
Das Gebiet des Komitats wurde chronologisch wie folgt administrativ eingegliedert:
- 1918–1922: Trenčianska župa (Trentschiner Gespanschaft), CS
- 1922–1928: Bratislavská župa (Bratislavaer Gespanschaft) + Považská župa(Waager Gespanschaft) + Nitrianska župa (Neutraer Gespanschaft), CS
- 1928–1939: Slovenská krajina/zem (Slowakisches Land), CS
- 1940–1945: Trenčianska župa (Trentschiner Gespanschaft), SK
- 1945–1948: Slovenská krajina (Slowakisches Land), CS
- 1949–1960: Bratislavký kraj (Pressburger Landschaftsverband) + Nitriansky kraj (Neutraer Landschaftsverband) + Žilinský kraj (Silleiner Landschaftsverband) – alle drei nicht mit den heutigen Landschaftsverbänden zu verwechseln, CS
- 1960–1990: Západoslovenský kraj (Westslowakischer Landschaftsverband) + Stredoslovenský kraj (Mittelslowakicher Landschaftsverband), CS
- seit 1996: etwa Trenčiansky kraj (Trentschiner Landschaftsverband) + Žilinský kraj (Silleiner Landschaftsverband), SK

## Bezirksunterteilung

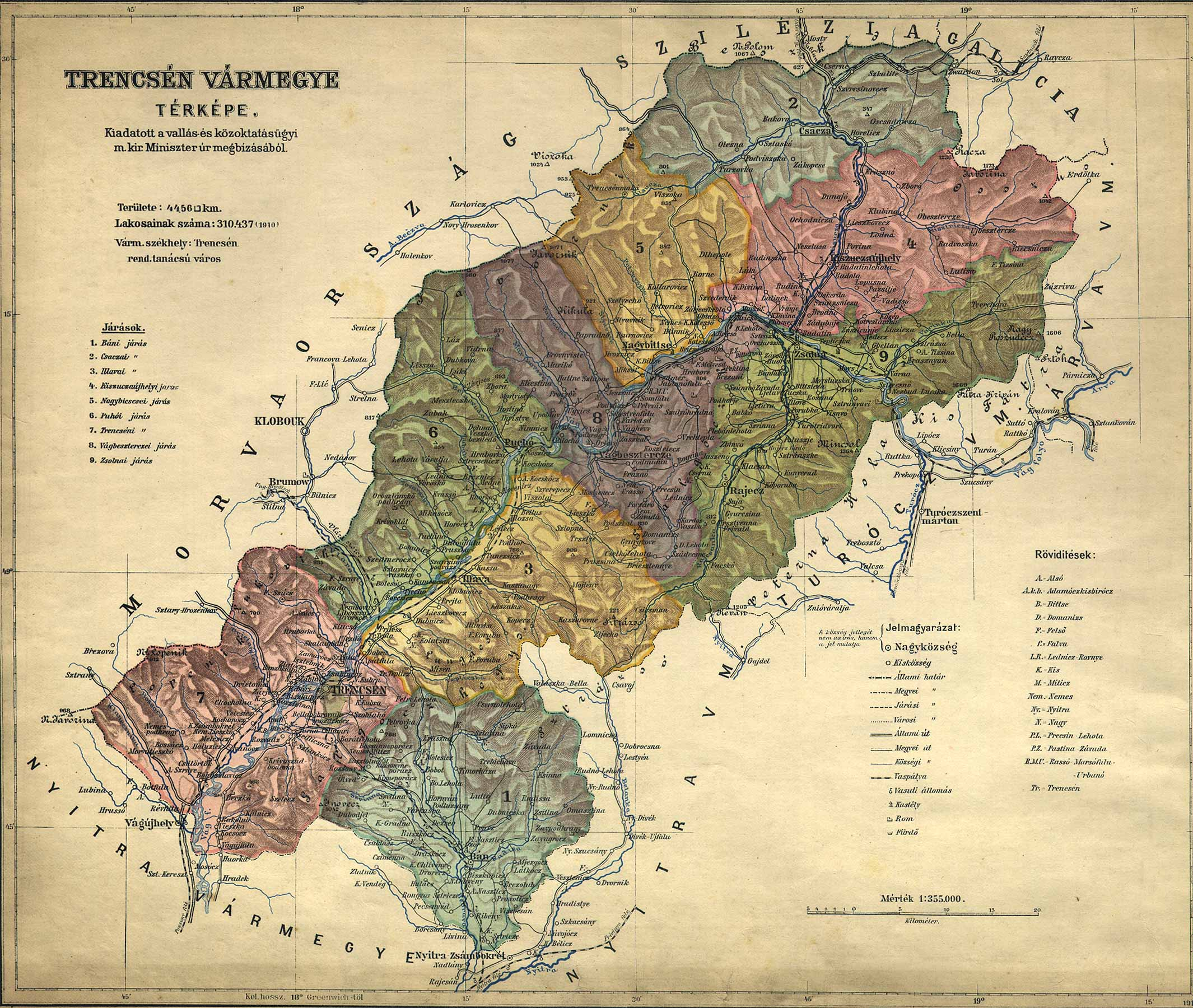
Administrative Karte

Im frühen 20. Jahrhundert bestanden folgende Stuhlbezirke (nach dem Namen des Verwaltungssitzes benannt):
| Stuhlbezirke (járások)                | Stuhlbezirke (járások)                  |
| Stuhlbezirk                           | Verwaltungssitz                         |
| ------------------------------------- | --------------------------------------- |
| Trencsén                              | Trencsén, heute Trenčín                 |
| Bán                                   | Bán, heute Bánovce nad Bebravou         |
| Csaca                                 | Csaca, heute Čadca                      |
| Illava                                | Illava, heute Ilava                     |
| Kiszucaújhely                         | Kiszucaújhely, heute Kysucké Nové Mesto |
| Nagybiccse                            | Nagybiccse, heute Bytča                 |
| Puhó                                  | Puhó, heute Púchov                      |
| Vágbeszterce                          | Vágbeszterce, heute Považská Bystrica   |
| Zsolna                                | Zsolna, heute Žilina                    |
| Stadtbezirk (rendezett tanácsú város) |                                         |
| Trencsén, heute Trenčín               |                                         |